# Сборная Грузии по регби-7
Сборная Грузии по регби-7 — национальная спортивная сборная, представляющая Грузию на соревнованиях по регби-7. Регулярный участник чемпионатов Европы по регби-7, вице-чемпион Европы 2002 года. Выступала несколько раз на чемпионатах мира, в сезоне 2006/2007 дважды играла в Мировой серии по регби-7 на этапах в Лондоне и Эдинбурге.

## Статистика выступлений

### Чемпионаты мира
| 1993  | Не квалифицировалась | Не квалифицировалась | Не квалифицировалась | Не квалифицировалась | Не квалифицировалась | Не квалифицировалась |
| 1997  | Не квалифицировалась | Не квалифицировалась | Не квалифицировалась | Не квалифицировалась | Не квалифицировалась | Не квалифицировалась |
| 2001  | Финал Тарелки        | 10-е                 | 8                    | 4                    | 4                    | 0                    |
| 2005  | Полуфинал Тарелки    | 11-е                 | 7                    | 2                    | 4                    | 1                    |
| 2009  | Четвертьфинал Чаши   | 21-е                 | 4                    | 0                    | 4                    | 0                    |
| 2013  | Полуфинал Чаши       | 19-е                 | 5                    | 1                    | 4                    | 0                    |
| 2018  | Не квалифицировалась | Не квалифицировалась | Не квалифицировалась | Не квалифицировалась | Не квалифицировалась | Не квалифицировалась |
| 2022  | Не квалифицировалась | Не квалифицировалась | Не квалифицировалась | Не квалифицировалась | Не квалифицировалась | Не квалифицировалась |
| Итого | 0 побед              | 4/8                  | 24                   | 7                    | 16                   | 1                    |

## Состав
Состав 2016 года:

| - Зураб Дзнеладзе - Михаил Гачечиладзе - Иракли Гегенава - Ника Гигаури - Леван Гоголашвили - Мэтт Дженни - Реваз Джинджихадзе - Рамаз Харазишвили - Александр Хуцишвили | - Рати Хуцишвили - Дито Кикнадзе - Иосип Кивквидзе - Бахва Кобахидзе - Дачи Копадзе - Бадри Липартелиани - Давид Лосаберидзе - Шалва Махарашвили - Иосип Матиашвили | - Мамука Нинидзе - Жорж Салдадзе - Бидзина Самхарадзе - Георгий Шкинин - Георгий Сордия - Георгий Талахадзе - Годердзи Чинчараули - Торнике Церцвадзе - Бека Урджукашвили |